# Anglia na Igrzyskach Imperium Brytyjskiego 1934
Anglia wystartowała na Igrzyskach Imperium Brytyjskiego w 1934 roku w Londynie jako jedna z 16 reprezentacji. Była to druga edycja tej imprezy sportowej oraz drugi start angielskich zawodników. Reprezentacja zajęła pierwsze miejsce w generalnej klasyfikacji medalowej igrzysk, zdobywając 29 złotych, 20 srebrnych i 23 brązowe medale.

## Medale
| Dyscyplina    | Złoto | Srebro | Brąz | Razem |
| ------------- | ----- | ------ | ---- | ----- |
| Lekkoatletyka | 16    | 9      | 15   | 40    |
| Boks          | 6     | -      | -    | 6     |
| Skoki do wody | 3     | 2      | 2    | 7     |
| Bowls         | 2     | -      | -    | 2     |
| pływanie      | 1     | 4      | 4    | 9     |
| Kolarstwo     | 1     | -      | 1    | 2     |
| Zapasy        | -     | 5      | 1    | 6     |
| Razem         | 29    | 20     | 23   | 72    |

## Medaliści
Boks
- Patrick Palmer - waga musza
- Freddy Ryan - waga kogucia
- Dave McCleave - waga półśrednia
- Alf Shawyer - waga średnia
- George Brennan - waga półciężka
- Pat Floyd - waga ciężka

 Bowls
- Tommy Hills, George Wright - turniej par
- Fred Biggin, Ernie Gudgeon, Percy Thomlinson, Robert Slater - turniej czwórek

 Kolarstwo
- Ernest Higgins - sprint na 1000 metrów
- William Harvell - scratch na 10 mil

 Lekkoatletyka
- Arthur Sweeney - bieg na 100 jardów mężczyzn
- Arthur Sweeney - bieg na 220 jardów mężczyzn
- Godfrey Rampling - bieg na 440 jardów mężczyzn
- Wally Beavers - bieg na 3 mile mężczyzn
- Arthur Penny - bieg na 6 mil mężczyzn
- Stanley Scarsbrook - bieg na 2 mile z przeszkodami mężczyzn
- Donald Finlay - bieg na 120 jardów przez plotki mężczyzn
- Malcolm Nokes - rzut młotem mężczyzn
- Arthur Sweeney, Everard Davis, George Saunders, Walter Rangeley - sztafeta 4 x 110 jardów mężczyzn
- Crew Stoneley, Denis Rathbone, Geoffrey Blake, Godfrey Rampling - sztafeta 4 x 440 jardów mężczyzn
- Eileen Hiscock - bieg na 100 jardów kobiet
- Eileen Hiscock - bieg na 220 jardów kobiet
- Gladys Lunn - bieg na 880 jardów kobiet
- Phyllis Bartholomew - skok w dal kobiet
- Gladys Lunn - rzut oszczepem kobiet
- Eileen Hiscock, Nellie Halstead, Elsie Maguire - sztafeta 110-220-100 jardów kobiet
- Bill Roberts - bieg na 440 jardów mężczyzn
- Sydney Wooderson - bieg na 1 milę mężczyzn
- Cyril Allen - bieg na 3 mile mężczyzn
- Thomas Evenson - bieg na 2 mile z przeszkodami
- Robert Howland - pchnięcie kulą
- Douglas Bell - rzut dyskiem mężczyzn
- Ida Jones - bieg na 880 jardów kobiet
- Edith Halstead - rzut oszczepem kobiet
- Eileen Hiscock, Nellie Halstead, Ethel Johnson, Ivy Walker - sztafeta 220-110-220-110 jardów kobiet
- Walter Rangeley - bieg na 220 jardów mężczyzn
- Crew Stoneley - bieg na 440 jardów mężczyzn
- Jerry Cornes - bieg na 1 milę mężczyzn
- Alec Burns - bieg na 3 mile mężczyzn
- Arthur Furze - bieg na 6 mil mężczyzn
- George Bailey - bieg na 2 mile z przeszkodami mężczyzn
- Ashleigh Pilbrow - bieg na 120 jardów przez plotki mężczyzn
- Ralph Brown - bieg na 440 jardów przez płotki mężczyzn
- Kenneth Pridie - pchnięcie kulą mężczyzn
- Lillian Chalmers - bieg na 100 jardów kobiet
- Nellie Halstead - bieg na 220 jardów kobiet
- Dorothy Butterfield - bieg na 880 jardów kobiet
- Elsie Green - bieg na 80 metrów przez płotki kobiet
- Violet Webb - skok w dal kobiet
- Margaret Cox - rzut oszczepem kobiet

 Pływanie
- Phyllis Harding - 100 jardów stylem grzbietowym kobiet
- Phyllis Harding, Vera Kingston, Edna Hughes - sztafeta 3 x 110 jardów stylem zmiennym kobiet
- Norman Wainwright - 400 jardów stylem dowolnym mężczyzn
- John Besford - 100 jardów stylem grzbietowym mężczyzn
- Mostyn Ffrench-Williams, Norman Wainwright, Reginald Sutton, Bob Leivers - sztafeta 4 x 200 jardów stylem dowolnym mężczyzn
- Margery Hinton - 200 jardów stylem klasycznym kobiet
- Edna Hughes, Beatrice Wolstenholme, Olive Bartle, Margery Hinton - sztafeta 4 x 110 jardów stylem dowolnym kobiet
- Norman Wainwright - 1500 jardów stylem dowolnym mężczyzn
- Alan Summers, John Besford, Mostyn Ffrench-Williams - sztafeta 3 x 110 jardów stylem zmiennym mężczyzn

 Skoki do wody
- Elizabeth MacReady - wieża 10 m kobiet
- J. Briscoe Ray - trampolina 3 m mężczyzn
- Tommy Mather - wieża 10 m mężczyzn
- Doug Tomalin - trampolina 3 m mężczyzn
- Doug Tomalin - wieża 10 m mężczyzn
- Cecily Cousens - wieża 10 m kobiet
- Louis Marchant - wieża 10 m mężczyzn

 Zapasy
- G. E. North - waga lekka
- Bernard Rowe - waga półciężka
- Joe Nelson - waga piórkowa
- William Fox - waga półśrednia
- Stan Bissell - waga średnia
- Joe Reid - waga kogucia